# Ługi (powiat mławski)
Ługi – wieś sołecka w Polsce położona w województwie mazowieckim, w powiecie mławskim, w gminie Szreńsk.
W latach 1954–1961 wieś należała i była siedzibą władz gromady Ługi, po jej zniesieniu w gromadzie Sławęcin. W latach 1975–1998 miejscowość należała administracyjnie do województwa ciechanowskiego.